# Liste der Monuments historiques in Marolles (Oise)
Die Liste der Monuments historiques in Marolles (Oise) führt die Monuments historiques in der französischen Gemeinde Marolles auf.

## Liste der Bauwerke
| Bezeichnung          | Beschreibung | Standort | Kennzeichnung | Schutzstatus | Datum | Bild           |
| -------------------- | ------------ | -------- | ------------- | ------------ | ----- | -------------- |
| Kirche Ste-Geneviève |              | (Lage)   | PA00114741    | Classé       | 1920  | weitere Bilder |

## Liste der Objekte

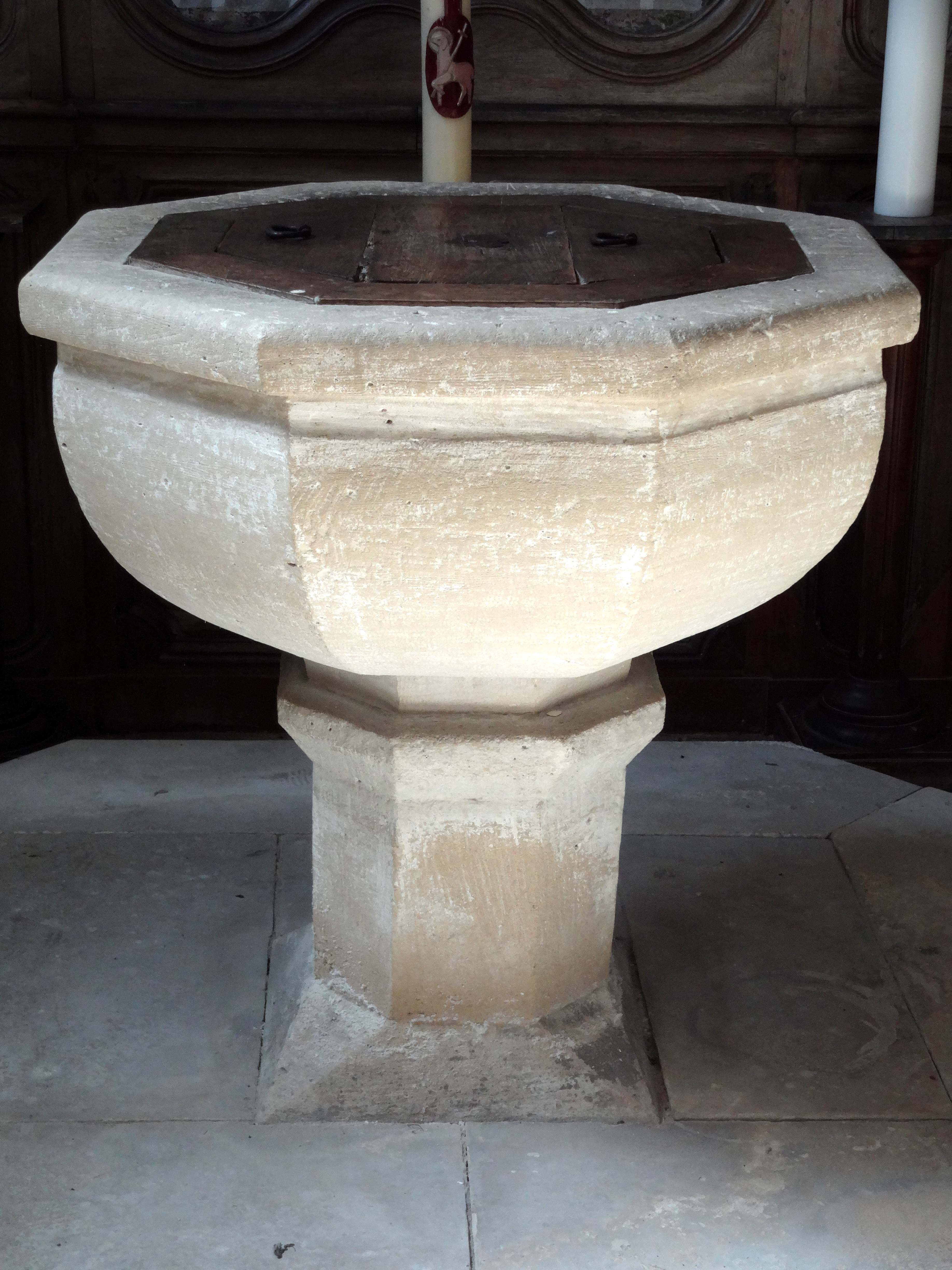
Taufbecken in Marolles

- Monuments historiques (Objekte) in Marolles (Oise) in der Base Palissy des französischen Kultusministeriums

Siehe auch: Taufbecken Marolles (Oise)